# Bilo jednom u Meksiku
Bilo jednom u Meksiku ( eng. Once Upon a Time in Mexico) je akcijski film  Roberta Rodrigueza iz 2003. i treći dio njegove "Mariachi trilogije" koju još čine filmovi El Mariachi i Desperado. Antonio Banderas opet nastupa u ulozi El Mariachija, dok se još pojavljuju Johnny Depp, Salma Hayek, Willem Dafoe, Enrique Iglesias, Mickey Rourke i Ruben Blades.
Film je zaradio pretežno pozitivne recenzije, ali ipak bio kritiziran što je uloga El Mariachija (Antonio Banderas) svedena gotovo na sporednu u njegovoj trilogiji te zbog vijugave radnje. Međutim, na specijalnim dodacima na DVD-u, Robert Rodriguez je objasnio kako je to učinjeno s namjerom jer je htio da to bude Dobar, loš, zao trilogije.

## Radnja
Priča se vrti oko El Mariachija (Banderas), kojeg je unajmio agent CIA-e, Sands (Depp) da ubije generala Marqueza. Marquez je ubio El Mariachijevu ženu i dijete te ga je unajmio  meksički narko-boss Armando Barillo da ubije meksičkog predsjednika. Sands angažira umirovljenog agenta FBI-ja Jorgea Ramireza da ubije Barilla jer je Ramirez odgovoran za smrt Ramirezova partnera, agenta Archuleta. Sands unajmljuje i agenta AFN-a, agenta Ajedreza kako bi pratio Barilla.
Kako se radnja raspetljava, doušnici se počinju okretati na Sandsa. Na dan završnog obračuna, zarobljavaju ga i osljepljuju. U međuvremenu, El Mariachi angažira dva svoja prijatelja kako bi mu pomogli da spasi predjednika. El Mariachi ubija Marqueza pogodivši ga prvo u oba koljena, a onda u glavu, osvetivši ženu i dijete, te pomaže Ramirezu ubiti Barillo koji pada s balkona nakon što ga je El Mariachi pogodio saćmaricom.

## Problemi s trilogijom
Film je predstavljen kao završnio dio Rodriguezove "Mariachi trilogije", iako se filmovi ne mogu gledati kao linearna trilogija, kao što su Kum i Povratak u budućnost.
Desperado se često smatra remakeom El Mariachija, a ne direktni nastavak; postoje neke nedosljednosti između prva dva filma, a u Rodriguezovu komentaru na DVD-u Desperada, kaže kako je zamislio Desperado kao remake El Mariachija za američku publiku. Mnogi glumci čiji su likovi poginuli u Desperadu pojavljuju se i u Meksiku. Rodriguez je rekao kako je htio raditi opet s tim glumcima, unatoč tome što su njihovi likovi poginuli u Desperadu. Sergio Leone je slično tako koristio iste glumce u raznim filmovima u svojoj Dolarskoj trilogiji.
Osim toga, Rodriguez je na komentaru filma rekao kako je namjeravao snimiti i četvrti film u kojem bi riječ bila o El Mariachiju i njegovoj ženi s kraja Desperada pa do malo prije Bilo jednom u Meksiku. Kako to nije uspio, ubacio je dijelove te priče u ovaj film.

## Glumci
| Glumac               | Uloga                      |
| -------------------- | -------------------------- |
| Antonio Banderas     | El Mariachi                |
| Salma Hayek          | Carolina                   |
| Johnny Depp          | Sheldon Sands              |
| Eva Mendes           | Ajedrez                    |
| Danny Trejo          | Cucuy                      |
| Enrique Iglesias     | Lorenzo                    |
| Marco Leonardi       | Fideo                      |
| Rubén Blades         | Agent FBI-ja Jorge Ramirez |
| Willem Dafoe         | Armando Barillo            |
| Mickey Rourke        | Billy Chambers             |
| Gerardo Vigil        | General Emiliano Marquez   |
| Miguel Couturier     | Dr. Guevera                |
| Cheech Marin         | Belini                     |
| Pedro Armendáriz Jr. | Predsjednik                |
| Julio Oscar Mechoso  | Nicholas                   |

## Vanjske poveznice
- Bilo jednom u Meksiku u internetskoj bazi filmova IMDb-a
- Box-office informacije